# Majid Khadduri

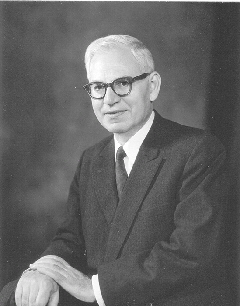
Majid Khadduri

Majid Khadduri (arabisch مجيد خدوري Maǧīd Ḫaddūrī; * 27. September 1909 in Mosul, Irak; † 25. Januar 2007 in Potomac, Maryland) war ein aus dem heutigen Irak stammender US-amerikanischer Politik- und Rechtswissenschaftler, der sich vor allem mit dem Mittleren Osten befasste.

## Leben
Nach dem Besuch der High School in seiner Geburtsstadt Mosul begann Khadduri 1928 ein Studium an der Amerikanischen Universität Beirut, das er 1932 mit einem Bachelor of Arts (B.A.) beendete. Danach absolvierte er ein postgraduales Studium der Fächer Politikwissenschaften und Internationales Recht an der University of Chicago und erwarb dort 1938 einen Doctor of Philosophy (Ph.D.). Im Anschluss übernahm er eine Professur am Law and Higher Teachers College in Bagdad und unterrichtete dort bis 1947. 1945 nahm er als Delegierter des Irak an der Versammlung zur Gründung der Vereinten Nationen in San Francisco teil.
Danach übernahm er zunächst Professuren an der University of Chicago sowie Indiana University Bloomington und engagierte sich darüber hinaus auch für das 1946 gegründete Middle East Institute. 1949 wurde Khadduri zum Professor an die Johns Hopkins University berufen, an dessen Paul H. Nitze School of Advanced International Studies er bis zu seiner Emeritierung 1980 lehrte. Zugleich war er bis 1980 Direktor des dortigen Studienprogramms für den Mittleren Osten (Middle East Studies Program).
Im Laufe der Zeit wurde er insbesondere durch sein 1941 erstmals erschienenes Buch War and Peace in the Law of Islam zu einem international anerkannten Experten für die Scharia. In seinen zahlreichen Werken befasste er sich insbesondere auch mit Themen und Personen wie Dschihad, Faisal II., islamische Ethik, Mecelle, Musta'min, Schāfiʿiten, Schlacht von Uhud und Siyar.
1983 wurde zu Ehren Khadduris, der 1979 mit dem Verdienstorden Ägyptens Zweiter Klasse ausgezeichnet wurde, mit Unterstützung der Regierung von Saudi-Arabien der Majid-Khadduri-Lehrstuhl für Studien des Mittleren Ostens an der Johns Hopkins University gegründet.

„In der universellen Botschaft des Islam als allumfassender Glaubensauftrag ist jedem Muslim die fortgesetzte Anstrengung zum Krieg – und zwar nicht nur strikt militärisch, sondern auch psychologisch und politisch – aufgetragen. Dementsprechend definiert sich die jihad-Doktrin nicht als ununterbrochenes Kämpfen, sondern als permanenter Kriegszustand.“

## Veröffentlichungen
- War and Peace in the Law of Islam, 1941, Neuauflagen 1955 und 2006, ISBN 978-1-58477-695-6[2]
- Independent Iraq 1932–1958: A Study in Iraqi Politics, Oxford University Press, 1960
- Republican Iraq: A Study in Iraqi Politics Since the Revolution of 1958, Oxford University Press, 1969
- Socialist Iraq: A Study in Iraqi Politics since 1968, The Middle East Institute, 1978
- The Islamic Conception of Justice, Baltimore, Johns Hopkins University Press, 1984
- Islamic Jurisprudence: Shafi’i’s Risala, Cambridge, Islamic Texts Society, 1987
- War in the Gulf, 1990-91: The Iraq-Kuwait Conflict and Its Implications, 1997
- The Islamic Law of Nations: Shaybānī's Siyar, The Johns Hopkins University Press 2002. ISBN 0801869757
- Law in the Middle East, Volume I: Origin and Development of Islamic Law, Mitherausgeber Herbert J. Liebesny, Lawbook Exchange, Clark, New Jersey 2008, ISBN 978-1-58477-864-6